# Elisabeth Tchetchik
Elisabeth Tchetchik (en russe : Елизавета Натановна Чечик), née en 1916 à Kharkiv et décédée le 2015 à Moscou, est une architecte ukrainienne.

## Biographie
Elle a été reçue en 1934 à l'école d'architecture de Moscou, était aussi une aquarelliste et poétesse.

## Réalisations en images

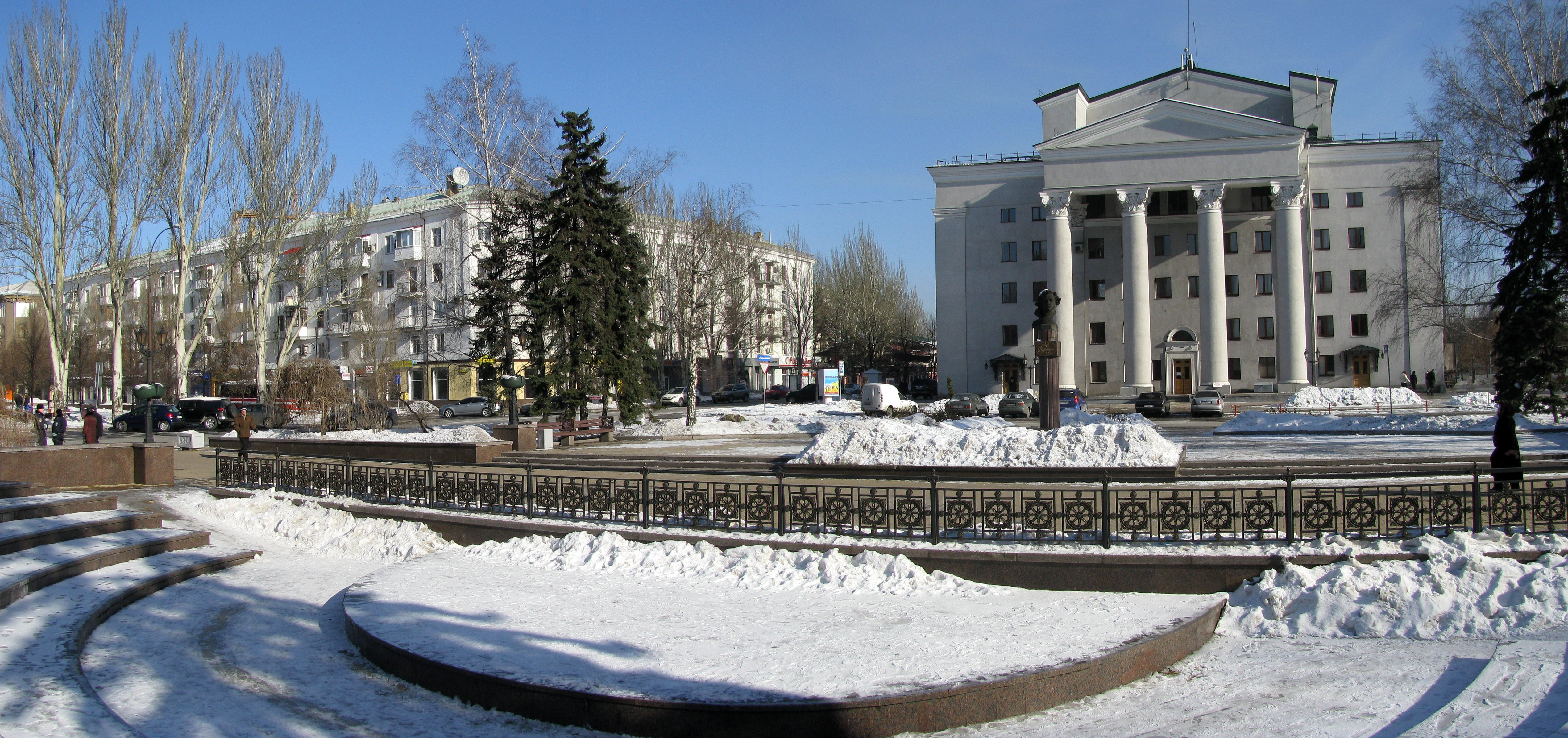
Théâtre dramatique et musical de Donetsk.
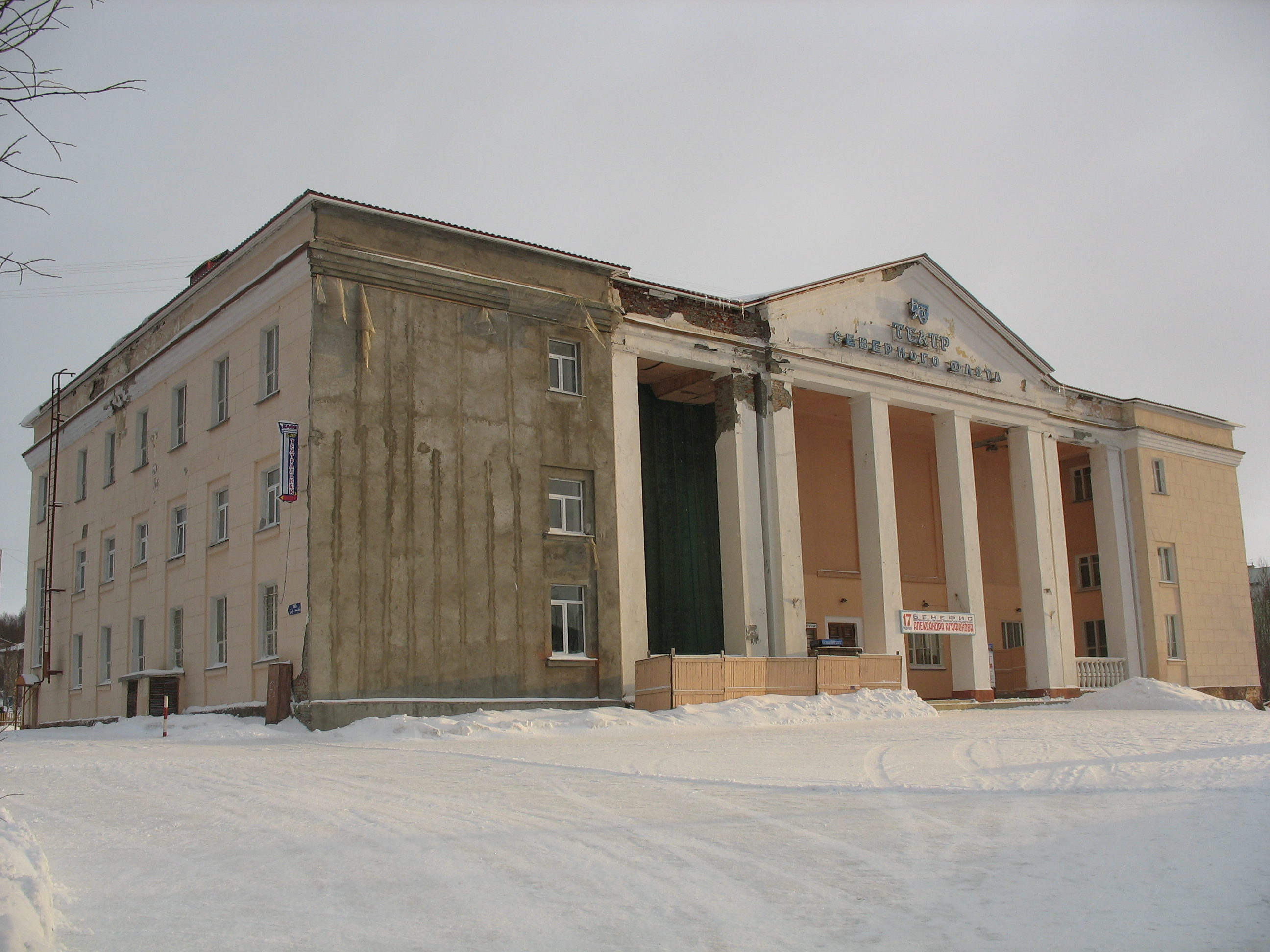
théâtre de Mourmansk.
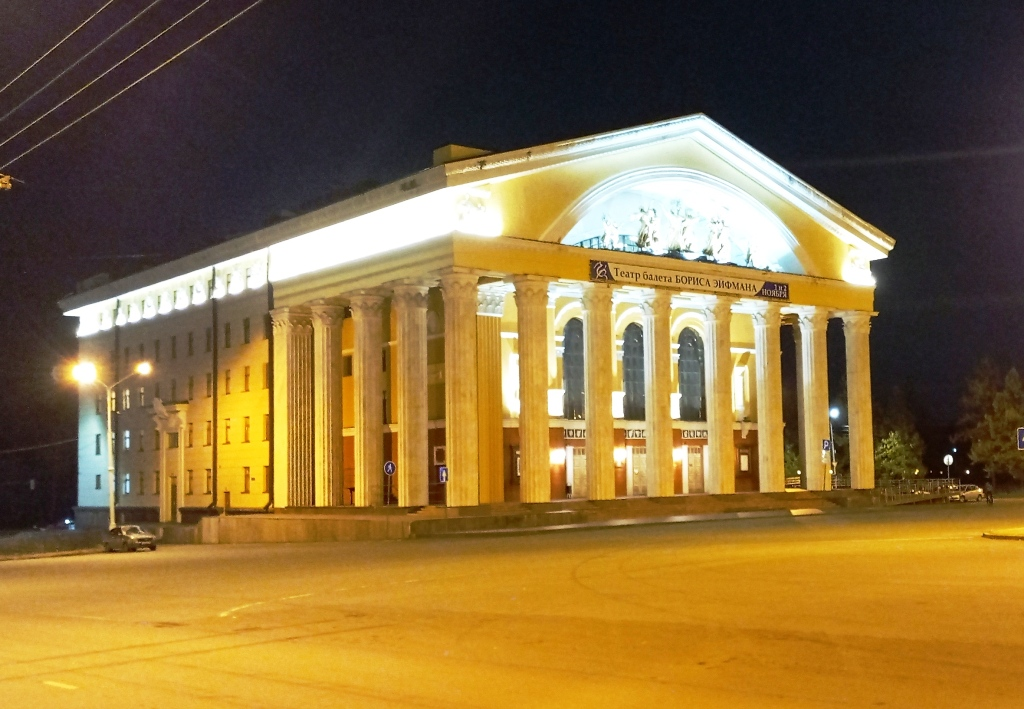
Le théâtre de Carélie.
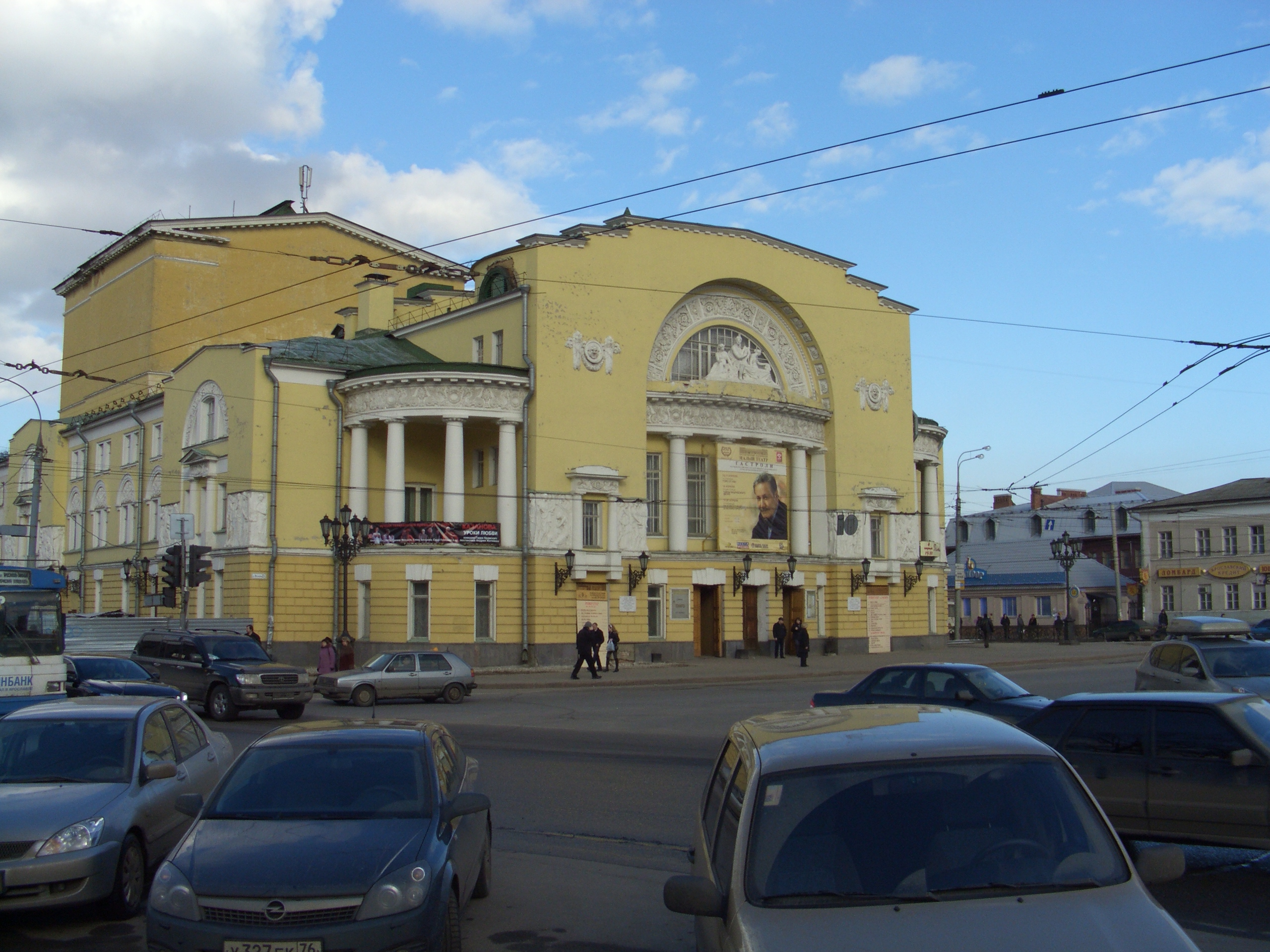
Le théâtre de Iaroslav.